# Pieter Maessens
Pieter Maessens dan wel Petrus Maessens was een 16e-eeuwse componist uit de Habsburgse Nederlanden.
Hij werd omstreeks 1505 geboren te Gent en kreeg zijn opleiding aan het hof van Margaretha van Oostenwijk. Van hem is tevens bekend dat hij enige universitaire studies genoot. Hij ging niet aan de slag als muzikant, maar sloot zich aan bij het leger van Keizer Karel V (1529-1538) en vocht mee tijdens De Duitse Veldtocht (1532). Hij ging als musicus aan de slag in Doornik (omstreeks 1539) en werd kapelmeester aan de Onze-Lieve Vrouwe Kerk in Kortrijk (1540). Hij wist zich niet te gedragen en werd daarom in 1543 ontslagen. Hij kon dankzij steun van Maria van Hongarije direct aan de slag aan het hof van Ferdinand I als tweede kapelmeester. In januari 1546 schoof hij door naar het keizerlijke hof; hij volgde Anton von Bruck op. Die functie bekleedde hij tot 1562 of 1563; het jaar waarin hij stierf.
Op compositorisch gebied zijn enkele motetten van hem bewaard gebleven, waarbij zijn voorliefde voor contrapunt opvalt. Met name zijn Dicessu dat uit 1548 is bijzonder omdat het op zestien verschillende manieren kan worden uitgevoerd. Het werk refereert verder aan zijn verbinding met het hof van Keizer Maximiliaan II, zoon van Ferdinand. Dat er weinig werk van hem beschikbaar is, komt omdat Maessens niet zo geïnteresseerd was in het publiceren van zijn muziek, maar wel aandacht besteedde aan een gebedenboek en een boek over astrologie.
- Bibliothèque nationale de France: cb14808802x (data)
- Biografisch Portaal: 30482496
- CiNii: DA10091443
- Digitale Bibliotheek voor de Nederlandse Letteren: mode009
- Gemeinsame Normdatei: 119323885
- International Standard Name Identifier: 0000 0001 1932 4353
- Library of Congress Control Number: no96004367
- MusicBrainz: eea2dd71-6c97-4df4-8671-941bd97de8cd
- Nationale Bibliotheek van Tsjechië: jn20030902001
- Nationale Bibliotheek van Israël: 987010679708605171
- Nederlandse Thesaurus van Auteursnamen: 154029750
- Réseau des bibliothèques de Suisse occidentale: 02-A000108956
- LIBRIS: 375366
- Système universitaire de documentation: 252687507
- Virtual International Authority File: 12570621
- WorldCat: E39PBJtRM4f8hVGg7vrPvJbyBP